# 第209回国会
第209回国会（だい209かいこっかい）とは、2022年（令和4年）8月3日に召集された臨時国会。会期は8月5日までの3日間。

## 概要
2022年（令和4年）7月10日に執行された第26回参議院議員通常選挙の結果を受けて、国会法第2条の3第2項に基づき召集された。参議院の新しい構成を定めることが主眼であり、初日の参議院本会議で議席指定、議長・副議長の選挙を行った。

## 各党・会派の議席数
| 計465、2022年（令和4年）8月5日時点 - 自由民主党 - 261 - 立憲民主党・無所属 - 97 - 日本維新の会 - 41 - 公明党 - 32 - 国民民主党・無所属クラブ - 11 - 日本共産党 - 10 - 有志の会 - 5 - れいわ新選組 - 3 - 無所属 - 4 - 欠員 - 1 | 計248、2022年（令和4年）8月5日時点 - 自由民主党 - 118 - 立憲民主・社民 - 39 - 公明党 - 27 - 日本維新の会- 21 - 国民民主党・新緑風会 - 12 - 日本共産党 - 11 - れいわ新選組 - 5 - 碧水会 - 2 - NHK党 - 2 - 沖縄の風 - 2 - 各派に属しない議員 - 9 - 欠員 - 0 |

## 今国会の動き

### 召集前
- 6月27日 - 藤末健三の辞職に伴い、参議院比例区にて次点の田城郁が繰り上げ当選。
- 7月1日 - 無所属の橋本聖子参議院議員が、2020年東京オリンピック・パラリンピック競技大会組織委員会の解散に伴い自由民主党に復党。
- 7月8日 - 自由民主党の安倍晋三衆議院議員が銃撃され死去。
- 7月10日 - 第26回参議院議員通常選挙
  - 神奈川県選挙区では補欠選挙（欠員1）を合併して実施。
- 7月26日 - 新参議院議員の任期が始まり、参議院の欠員がすべて解消。参議院の欠員がゼロになるのは2021年5月以来。
- 7月29日 - 国民民主党の岸本周平衆議院議員が離党[3]。

### 会期中
- 8月3日 - 召集。
  - この時点で、衆議院議員1人が欠員。参議院は欠員なし。
  - 参議院本会議で議長と副議長の選挙が行われ、議長に尾辻秀久（自由民主党）、副議長に長浜博行（立憲民主党）を選出[4]。
  - 開会式。
- 8月5日 - 会期末[5]。